# جف کوئن (هنرپیشه)
جف کوئن (انگلیسی: Jeff Cohen؛ زادهٔ ۲۵ ژوئن ۱۹۷۴) یک هنرپیشه، و وکیل اهل ایالات متحده آمریکا است.
از فیلم‌ها یا مجموعه‌های تلویزیونی که وی در آن‌ها نقش داشته‌است می‌توان به گونیز اشاره نمود.